# 10875 Veracini
10875 Veracini (1996 TG28) là một tiểu hành tinh vành đai chính được phát hiện ngày 7 tháng 10 năm 1996 bởi Spacewatch ở Kitt Peak. Nó được đặt tên cho nhà soạn nhạc Ý Francesco Maria Veracini.